# Anaheim (paprička)
Anaheim je odrůda papriky seté (Capsicum annuum), která je pouze mírně pálivá. Jméno „Anaheim“ je odvozeno od oblasti Anaheim v Kalifornii, kam její „objevitel“ farmář Emilio Ortega kolem roku 1900 přivezl její semínka. Říká se jí také kalifornské chilli nebo Magdalena, někdy též pro její novomexický původ novomexická paprika.
Velikost papričky je přibližně 15 cm. Pálivost anaheimu je opravdu mírná, na Scovilleově stupnici to je mezi 500 až 2500 jednotek (SHU), nicméně typické kultivary pěstované v Novém Mexiku dosahují pálivosti od 500 do 10 000 jednotek. Pro porovnání Tabasco má od 30 000 do 50 000 SHU.
Anaheim může být součástí vegetariánských jídel, jako dušená zelenina k masu, zejména v mexické kuchyni.

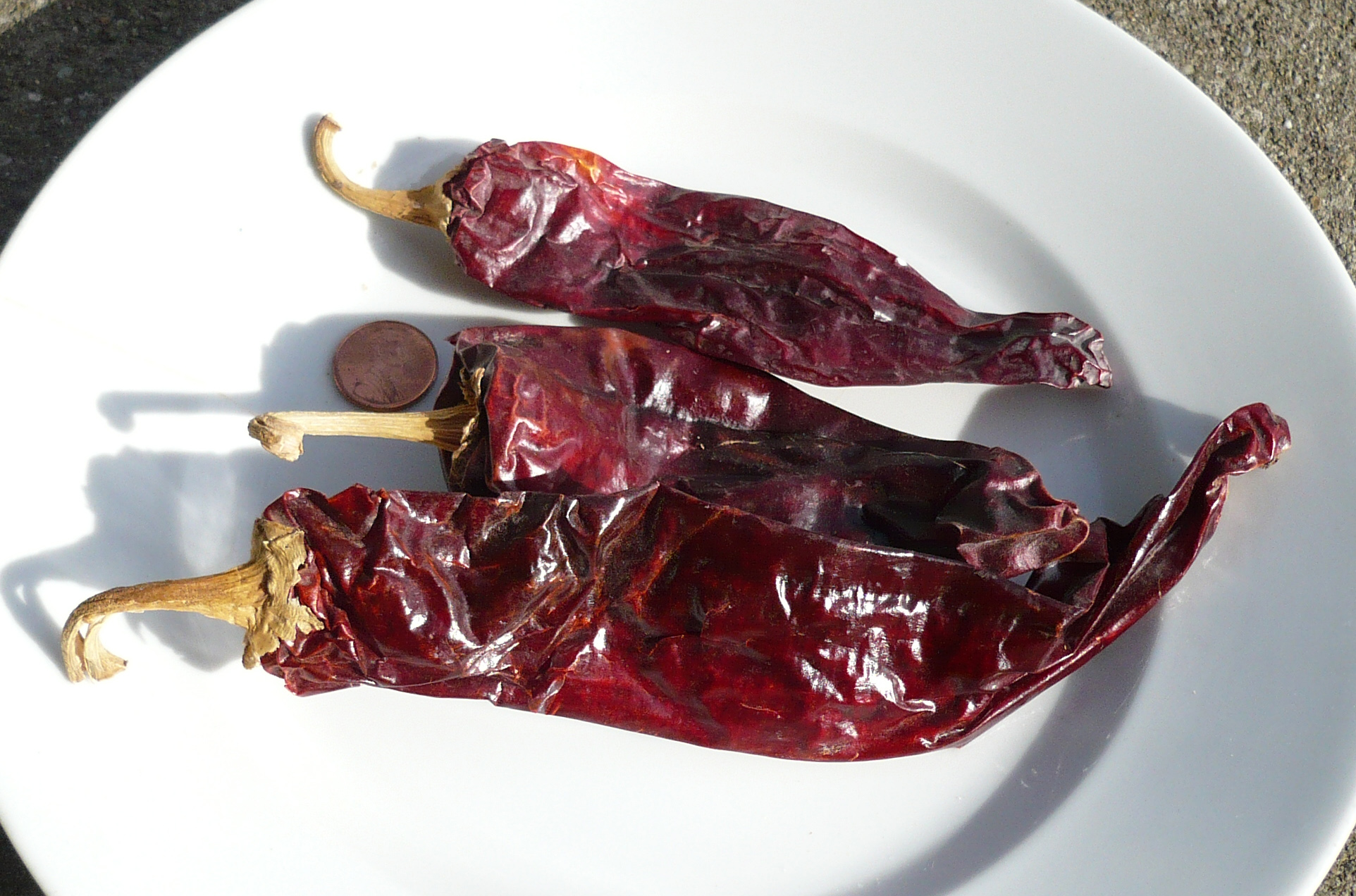
Sušené papričky